# Ацебутолол
Ацебутоло́л — антиаритмічний лікарський засіб.